# Anarsia sibirica
Anarsia sibirica is een vlinder uit de familie tastermotten (Gelechiidae). De wetenschappelijke naam is voor het eerst geldig gepubliceerd in 1996 door Park & Ponomarenko.
De soort komt voor in Europa.